# Die Olsenbande dreht durch
Die Olsenbande dreht durch ist ein Bühnenstück von Peter Dehler nach Motiven aus den Filmen um die Olsenbande von Erik Balling und Henning Bahs.

## Inhalt
Zahlreiche aus den Filmen bekannte Handlungselemente werden zu einer neuen Handlung verknüpft: Nach seiner Entlassung aus dem Gefängnis versucht Egon Olsen mit seinen beiden Kumpanen Benny und Kjeld an die vor der Steuer hinterzogenen Millionen von Bang-Johansen zu gelangen.

## Uraufführung
Das Stück erlebte seine Premiere am 23. August 1997 unter der Regie des Verfassers am Staatstheater Cottbus. An der Premierenfeier nahmen die Schöpfer der Filme, Erik Balling und Henning Bahs, sowie Kjeld-Darsteller Poul Bundgaard teil. Die Inszenierung wurde ein großer Erfolg für das Cottbusser Theater; alle Vorstellungen waren ausverkauft.
Die ursprüngliche Besetzung bestand aus:
- Egon Olsen: Thomas Harms
- Benny: Matthias Wien
- Kjeld: Oliver Bäßler
- Yvonne: Susann Thiede
- Kommissar Jensen: Dirk Glodde
- Kriminalassistent Holm: Thorsten Merten
- Dynamit-Harry: Horst Rehberg
- Victor, das Dumme Schwein: Michael Krieg-Helbig
- Bang-Johansen: Michael Becker

## Weitere Inszenierungen
In Folge des großen Erfolges nahmen zahlreiche weitere Bühnen in den neuen Bundesländern das Stück ins Programm. An der Komödie Dresden wurden die drei Hauptrollen vom bekannten Zwinger-Trio verkörpert (Tom Pauls als Egon, Jürgen Haase als Benny und Peter Kube als Kjeld), das mit diesem Stück auch auf Tournee ging. In Bautzen stand Die Olsenbande dreht durch vierzehn Jahre lang auf dem Spielplan; die 133. und letzte Vorstellung wurde am 29. Dezember 2012 gegeben.
- 3. Juli 1998: Volkstheater/Theater am Stadthafen Rostock[1]
- 4. September 1998: Vogtland-Theater Plauen[1]
- 12. September 1998: Theater der Altmark, Stendal[1]
- 5. Dezember 1998: Deutsch-Sorbisches Volkstheater, Bautzen[1][4]
- 30. April 1999: Uckermärkische Bühnen Schwedt[1]
- 9. Juli 1999: Anhaltisches Theater Dessau[1]
- 19. Mai 2000: Komödie Dresden[1][5]
- 23. Juni 2000: Mittelsächsisches Theater, Freiberg/Döbeln/Mittweida[1]
- 6. Juli 2001: Theater Chemnitz[6]
- 8. März 2002: Theater Altenburg-Gera[7]
- 18. Juni 2005: Naturbühne Reichenau[8]
- 18. November 2005: Theater Vorpommern, Greifswald/Stralsund/Putbus[9]
- 19. Mai 2006: Mecklenburgisches Staatstheater Schwerin[10]
- 29. Oktober 2011: Vorpommersche Landesbühne[11]
- 7. Juli 2012: Puppentheater Magdeburg[12]
- 28. April 2013: Eduard-von-Winterstein-Theater, Annaberg-Buchholz[13]
- 22. November 2013: Pfefferberg Theater, Berlin[14]
- 13. Juni 2015: Nordharzer Städtebundtheater, Thale/Halberstadt/Quedlinburg[15]
- 13. September 2015: Boulevardtheater Dresden[16]

Die Auflistung der Inszenierungen ist möglicherweise unvollständig, insbesondere für die Jahre 2000 bis 2005.